# Bazargan (Iran)
Bazargan (Perzisch: بازرگان; ook wel geromaniseerd als Bāzargān en Bāzergān; ook bekend als Bāzarqān) is een stad en hoofdstad van het district Bazargan, in de regio Maku, provincie West-Azerbeidzjan, Iran. Bij de volkstelling van 2016 telde de stad 9.979 inwoners. 
In Bazargan bevindt zich een belangrijke Iraanse grensovergang met buurland Turkije. Pas in de tweede helft van de 20e eeuw werd een weg voor autoverkeer naar Turkije aangelegd, in plaats van de eertijds zware voettocht door de bergen.